# Polymastia
Polymastia är ett släkte av svampdjur. Enligt Catalogue of Life ingår Polymastia i familjen Polymastiidae, men enligt Dyntaxa är tillhörigheten istället familjen Chondrillidae.

## Dottertaxa tillPolymastia, i alfabetisk ordning[1][2]
- Polymastia actinioides
- Polymastia affinis
- Polymastia agglutinans
- Polymastia andrica
- Polymastia arctica
- Polymastia aurantium
- Polymastia azorica
- Polymastia bartletti
- Polymastia bicolor
- Polymastia boletiformis
- Polymastia clavata
- Polymastia conigera
- Polymastia corticata
- Polymastia crassa
- Polymastia craticia
- Polymastia croceus
- Polymastia dendyi
- Polymastia disclera
- Polymastia echinus
- Polymastia ectofibrosa
- Polymastia euplectella
- Polymastia fluegeli
- Polymastia fordei
- Polymastia fusca
- Polymastia gemmipara
- Polymastia granulosa
- Polymastia grimaldii
- Polymastia harmelini
- Polymastia hirsuta
- Polymastia hispidissima
- Polymastia inflata
- Polymastia infrapilosa
- Polymastia invaginata
- Polymastia isidis
- Polymastia janeirensis
- Polymastia kurilensis
- Polymastia laganoides
- Polymastia littoralis
- Polymastia lorum
- Polymastia maeandria
- Polymastia mamillaris
- Polymastia manusdiaboli
- Polymastia martae
- Polymastia massalis
- Polymastia megasclera
- Polymastia mespilus
- Polymastia murrayi
- Polymastia nigra
- Polymastia pachymastia
- Polymastia pacifica
- Polymastia paupera
- Polymastia penicillus
- Polymastia pepo
- Polymastia polytylota
- Polymastia rara
- Polymastia robusta
- Polymastia rubens
- Polymastia simplicissima
- Polymastia sola
- Polymastia spinula
- Polymastia tapetum
- Polymastia tenax
- Polymastia thielei
- Polymastia tissieri
- Polymastia toporoki
- Polymastia tropicalis
- Polymastia tubulifera
- Polymastia uberrima
- Polymastia umbraculum
- Polymastia varia
- Polymastia villosa
- Polymastia zitteli